# رئة حديدية
الرئة الحديدية هي جهاز التنفس الإصطناعي سالب الضغط، هو شكل من أشكال أجهزة التنفس الطبية الاصطناعية والذي يسمح للشخص بالتنفس عند خسارته التحكم الطبيعي بالعضلات أو عند تجاوز الشخص قدرته الطبيعية على التنفس. أمثلة على الجهاز تتضمن كلا جهازي درنكر للتنفس الاصطناعي وجهاز بوث للتنفس الاصطناعي. نموذج جهاز التفس الاصطناعي سلبي الضغط تم إبطالهُ كليا بواسطة جهاز التفس الاصطناعي موجب الضغط أو بواسطة درع تنفسي ثنائي الطور.

## الطريقة والاستخدامات
البشر، مثل الكثير من الحيوانات، يتنفسون بالضغط التنفسي السلبي: باتساع القفص الصدري والحجاب الحاجز، هذا يسبب نقصان في ضغط التجويف الصدري، عندها الرئة تتوسع حتى تملئ الفراغ، هذا بدوره يتسبب في إنقاص ضغط الهواء داخل الرئة (يصبح اقل مقارنةً بالضغط الجوي الخارجي) ويدفع الهواء للدخول للرئة من الغلاف الجوي (الشهيق). وعند استرخاء الحجاب الحاجز يحدث العكس فيزفر الشخص. إذا خسر الإنسان جزءً من قدرته على التحكم في العضلات أو كلها، يصبح التنفس صعباً أو مستحيلاً.

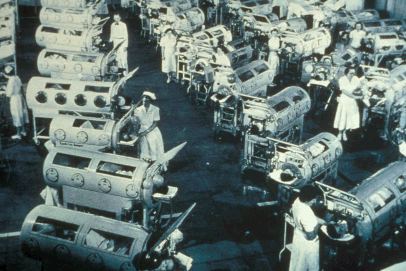
مرض الرئة الحديدية مرتبط بمرضى شلل الأطفال ، في مستشفى رانشو لوس إميجوس ، كاليفورنيا (1953)

يتم وضع الشخص المستخدم للرئة الحديدية في حجرة مركزية على هيئة برميل إسطواني من المعدن. ثم يتم إغلاق باب يسمح بحركة الرأس والرقبة ومشكلاً طوقاً محكماً حول بقية الجسم. مضخات تتحكم في تدفق الهواء تقوم بخفض ورفع ضغط الهواء بشكل دوري داخل الإسطوانة وبشكل خاص عند الصدر . عندما يكون الضغط أقل من ذلك الذي داخل الرئة، تتسع الرئة وسيدفع الضغط الجوي الهواء من خارج الحجرة وإلى داخلها ومن ثم إلى أنف الإنسان ومجراه الهوائي مما يحافظ على امتلاء الرئة، عندما يرتفع الضغط عما هو عليه داخل الرئة يحدث العكس ويطرد الهواء خارج الرئة. الرئة الحديدية بهذه الطريقة تشابه بما تقوم به عملية التنفس الطبيعية من حيث التلاعب بضغط الهواء بصورة دورية داخل القفص الصدري مما يجعل الهواء يدخل ويخرج من الرئة، وهو شكل من أشكال العلاج غير الغازية.

## الاختراعات والاستخدام المبكر

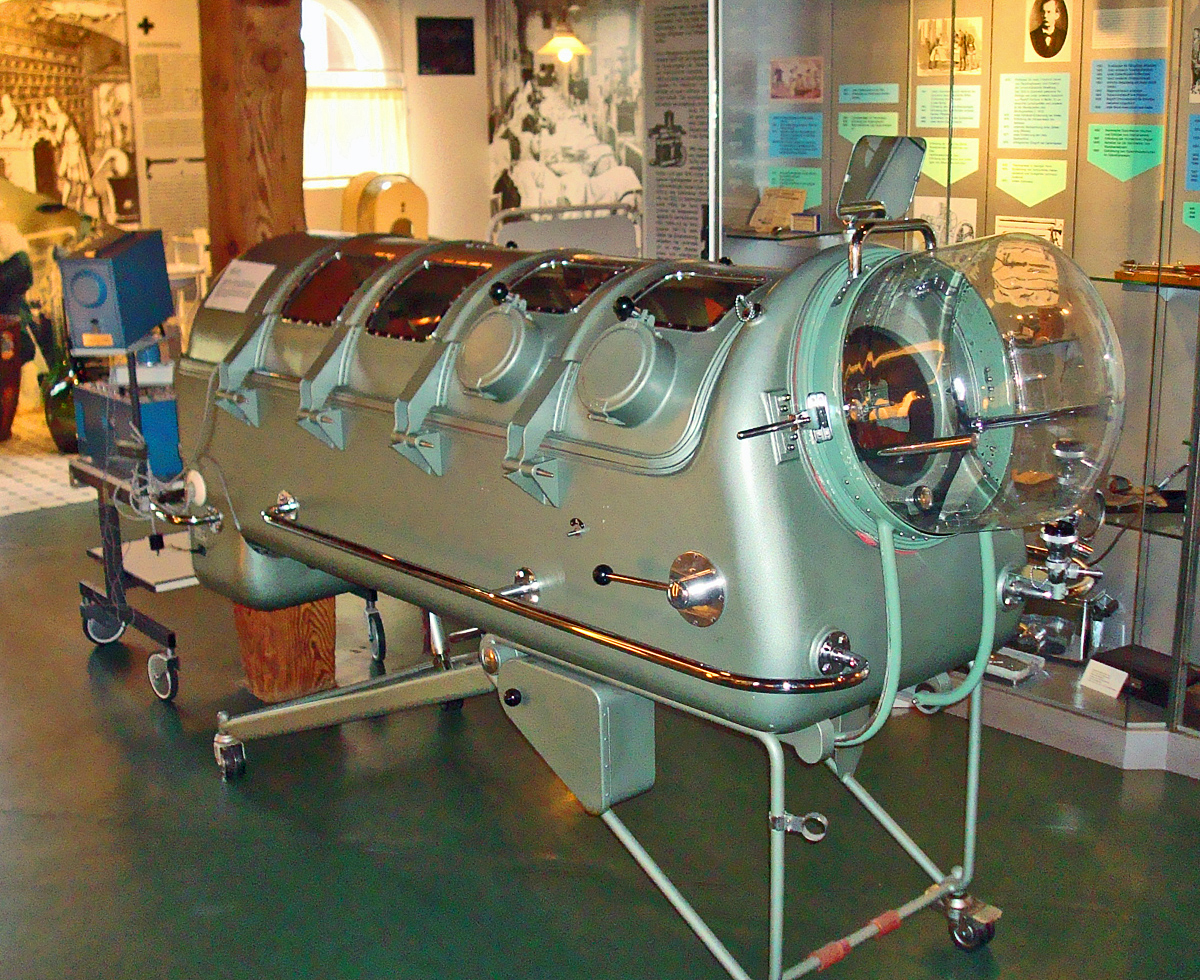
الرئة الحديد المستخدمة في الخمسينيات(1950s) في متحف جوترسلوه تاون. في ألمانيا، أقل من عشرة من آلات التنفس هذه متاحة للجمهور.

في 1670، جاء العالم الإنجليزي جون مايو بفكرة الضغط التنفسي السلبي الخارجي. مايو بنى نموذجا يتألف من منفاخ وكيس هوائي لسحب وطرد الهواء. أول جهاز ضغط تنفسي سلبي كان موصوفا من قبل الطبيب الإسكتلندي جون دالزيل في 1832. بعد سنوات قليلة، تم وصف اجهزة مشابهة ناجحة. النامذج المبكرة تضمنت نموذجاً لمنفاخ يدوي “ منفاس اصطناعي” صممه الدكتور الفرنسي Woillez في عام 1876، وصندوق خشبي محكم الإغلاق مصمم خصيصا لعلاج شلل الأطفال من قبل الدكتور الجنوب أفريقي Stueart عام 1918. صندوق Stueart كان مغلق باحكام عندالخصر والكتقين باستخدام الطين ومدعم بمنفاخ يعمل بمولد. أول استخدام شاسع لهذه الاجهزة تم تطويره بواسطة درنكر وشاو في عام 1928. الرئة الحديدية، غالبا مايشار اليها قديما بجهاز درنكر للتنفس الاصطناعي، حيث تم اختراعها بواسطة فيليب درينكر (1894-1972) ولوي اقازيز شاو جونيور. أساتذة الصحة الصناعية في جامعة هارفرد للصحة العامة.كان الجهاز مدعم بمولد الكتروني مع مضخات هوائيه من مكنستين كهربائيتين. المضخات الهوائية غيرت الضغط داخل صندوق حديدي محكم الاغلاق مستطيل الشكل، يسحب الهواء إلى داخل وخارج الرئتين.
أول استخدام سريري لجهاز درنكر للتنفس الاصطناعي على الإنسان كان في 12 أكتوبر عام 1928، في مستشفى بوسطن للاطفال. كان موضوع الدراسة طفلة تبلغ من العمر ثمانية سنوات على وشك الموت نتيجة لفشل تنفسي بسبب شلل الأطفال. تعافيها الجذري، خلال اقل من دقيقة بعد وضعها في الغرفة المركزية، ساعد على انتشار الجهاز.
عالم وظائف الاعضاء الدنماركي، اوقست كور، عند رجوعه إلى كوبنهاغن في عام 1931 من زيارة لنيويورك حيث شاهد استخدام جهاز درنكر، صمم أول جهاز تنفسي اصطناعي دنماركي مستخدم لاهداف سريرية. اختلف جهاز كور عن جهاز درنكر في ان مولد كور كان يعمل بواسطة الماء من انابيب المدينة. كور أيضا صنع نسخة من جهاز التنفسي الاصطناعي للأطفال.
في عام 1930، جون هيفنن ايمرسون (5 فبراير 1906- 4 فبراير 1997) قدم وحسن رئه حديدية اقل تكلفة. امتلكت رئة ايميرسون الحديدية سريرا له امكانية الانزلاق إلى داخل وخارج الاسطوانه على قدر الحاجة، الخزان مكون من نوافذ بأبواب تسمح بالعبور وتعديل الاطراف، الصحائف والحزم الساخنة. درنكر وجامعة هارفرد قاموا بمقاضاة ايميرسون، مدعين بأنه انتهك حقوق الملكية الفكرية. ايميرسون دافع عن نفسه بقوله انه من المفترض ان هذه الاجهزة المنقذة لحياة الكثير تكون متوفره للجميع. ايميرسون أيضا أوضح أن كل جانب من براءة اختراع درنكر تم نشرها أو استخدامها بواسطة اشخاص اخرين في اوقات أخرى. منذ أن أي اختراع يجب ان يكون جديداً لكي يعد براءة اختراع، المنشورات والاستخدامات السابقة لهذا الاختراع تعني أنه ليس جديداً وبالتالي لا يستحق براءة اختراع. ايميرسون كسب القضية وبراءة اختراع درنكر تم اعلانها باطلة.
أول رئة حديدية صممت في 1933 بواسطة روبرت هندرسون في المملكة المتحده، طبيب في ابردين، هندرسون شاهد عرضاً لجهاز التنفس الصناعي الخاص بدرينكر وفي أوائل 1930s، وقام ببناء الجهاز من تلقاء نفسه عند عودته إلى اسكتلندا. بعد أربعة أسابيع من بنائه، تم استخدام جهاز تنفس هندرسون لإنقاذ حياة صبي يبلغ من العمر 10 عاما أبردينشاير، الذي كان يعاني من شلل الأطفال. وعلى الرغم من هذا النجاح، تم توبيخ هندرسون لاستخدامه مرافق المستشفى بصورة سرية لبناء الآلة.

## جهاز بوث للتنفس الاصطناعي

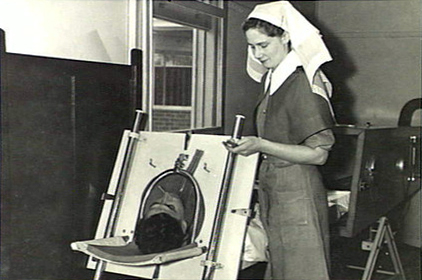
استخدام خزان جهاز التنفس الاصطناعي لبوث لعلاج المرضى في المستشفى ال110 العسكري الاسترالي في 1943

جهاز بوث للتنفس الاصطناعي عبارة عن مجرى ضغط تنفسي سلبي اخترع في عام 1937م حين أثار شلل الأطفال الوبائي في أستراليا حاجة فورية لأجهزة تنفس اصطناعية للتعويض عن الشلل التنفسي. على الرغم من أن نموذج «درنكر» كان فعالا وقام بإنقاذ حياة الكثير من الناس، إلا أن الأجهزة كانت ثقيلة (حوالي 102 كيلو جرام)، ضخمة، كبيرة، وعالية التكلفة مما أعاق توسع انتشارها واستخدامها. في الولايات المتحدة الأمريكية وخلال عام 1930، بلغت تكلفة جهاز التنفس للبالغين إلى 2000 دولار وفي عام 1936، بلغت التكلفة إلى 2000 باوند أسترالي. كما ارتفعت التكلفة إلى ما يقارب 1500 باوند في أوروبا في منتصف الخمسينات. وبالتالي، قل استخدام أجهزة «درنكر» في أوروبا وأستراليا.
وزارة الصحة في أستراليا الجنوبيه سألت الاخوان اديلاد ادوارد ودون ليصنعا “رئه حديديه “ غير مكلفه.مهندس الطب الحيوي ادوارد بوث صمم وطور جهاز للتنفس الصناعي صنع من رقائق الخشب التي عملت مثل نصيحة درينكر، مع إضافة صمامين إلى التصميم والذان سمحى مؤقتا بالدخول إلى جسم المريض.
كانت ارخص بكثير من آلة درينكر (£100)، وأيضا وزن كل جهاز اقل ويمكن بناؤها ونقلها بسرعه أكبر.بسبب ارتفاع الطلب على هذه الآلات كانت كثيراً ما تستخدم من قبل المرضى في غضون ساعة من الإنتاج.
خلال زيارته للندن في عام 1938 في وقت إحدى هجمات وباء شلل الأطفال، أنتج بوث عدداً من اجهزة التنفس الاصطناعية والتي جذبت انتباه ويليام موريس (اللورد نوفليد)، صانع السيارات البريطانية والمهتم بالأعمال الخيرية. نوفيلد، المفتون بالتصميم، مول إنتاج ما يقرب من 1700 آلة في مصنع سيارته في كاولي.وتبرع بعدد منهم إلى المستشفيات في جميع أنحاء بريطانيا والإمبراطورية البريطانية. في وقت قصير، أصبحت مصانع نوفيلد قادره على إنتاج الاف الأجهزة بحوالي ثلث تكلفة التصميم الأمريكي. في بداية 1950 كان هنالك فوق 700 رئه حديده لنوفيلد في المملكة المتحده، ولكن فقط 50 من اجهزة درينكر.

## الاستعمال الحديث

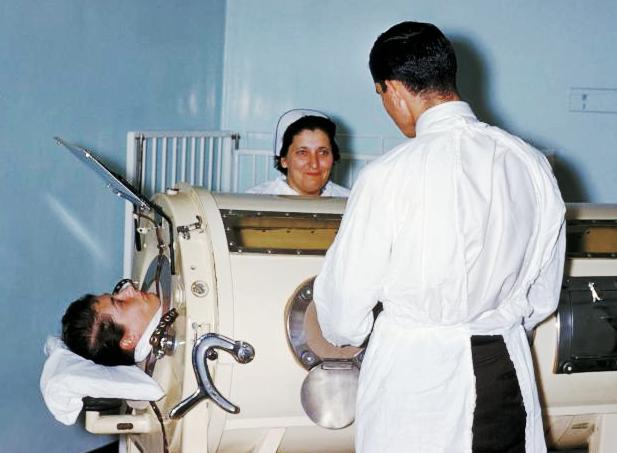
موظفين في مستشفى رود ايلاند يقومون بفحص المريض في داخل خزان جهاز الرئة الحديدية خلال وباء شلل الأطفال في 1960؛ الرئة الحديد تغطي التجويف الصدري في غرفة محكمة الغلق تستخدم لخلق ضغط سلبي حول التجويف الصدري، مما يسمح للهواء بالدخول إلى الرئتين لمعادلة الضغط داخل الرئة.

كانت هناك صفوف من أجهزة الرئة الحديدة تملأ عنابر المستشفيات في ذروة تفشي شلل الأطفال بين عامي 1940 و1950 ، لمساعدة الأطفال والبالغين (معظمهم من الأطفال) المصابين بشلل الأطفال البصلي وشلل الأطفال البصلي النخاعيى على التنفس. مريض شلل الأطفال وإذا شلت رئتاه قد يمكث قرابة الأسبوع داخل الرئة الحديديه.
برامج التطعيم ضد شلل الأطفال انهت تقريباً ظهور أي حالة جديدة من حالات شلل الأطفال في الولايات المتحدة. نظراً لذلك بالإضافة لتطوير أجهزة التهوية الحديثة، والاستخدام الواسع النطاق للتنبيب وثقب القصبة الهوائية، اختفت الرئة الحديدية من الطب الحديث تقريباً. في عام 1959، كان هناك 1200 شخص يستخدمون خزانات أجهزة التنفس في الولايات المتحدة، ولكن بحلول عام 2004 لم يكن هناك سوى 39 حاله. بحلول عام 2014، تبقى هناك 10 أشخاص فقط بالرئة الحديديه
وقد وُصف التنفس بالضغط الإيجابي لأول مرة من قبل اندريه كورناند عام 1947. على الرغم من عدم ذكر ذلك، فمن المعروف أنه كان يعمل في سلاح الجو الأمريكي خلال الحرب العالمية الثانية وشارك في تصميم أجهزة التنفس الأكسجيني لطياري القاذفات التي تحلق على ارتفاعات عالية. هذا العمل على ما يبدو قد صنفو لكن لم يتم الإفراج عنه. أنظمة التهوية بالضغط الإيجابي هي الآن أكثر شيوعا من أنظمة الضغط السلبي. مراوح التهوية إيجابية الضغط والتي تدفع الهواء إلى رئتي المريض عبر الأنابيب من خلال مجرى الهواء. كانت تستخدم لأول مرة في مستشفى ”Blegdams“، كوبنهاغن في الدنمارك، خلال تفشي مرض شلل الأطفال في عام 1952 وأثبتت نجاحاً وسرعان ما حلت محل الرئة الحديديه في جميع أنحاء أوروبا.
الرئة الحديدية لها الآن مكان جانبي في علاج الجهاز التنفسي الحديث. معظم المرضى الذين يعانون من شلل في عضلات التنفس يستخدمون أجهزة التهوية الميكانيكية الحديثة التي تدفع الهواء إلى مجرى الهواء مع الضغط الإيجابي. هذه الطريقة فعالة بشكل عام ولها ميزة وهي عدم تقييد المرضى في نشاطهم الحركي أو مقدمي الرعاية خلال فحص مرضاهم كما تفعل الرئة الحديديه.
ومع ذلك تهوية الضغط السلبي هي أكثر مشابهةً للتنفس العادي الفسيولوجي وتحدث توزيعاً أكثر تساوياً للهواء في الرئتين وقد يكون مفضلاً في حالات نادرة معينة مثل لعنة أوندين والتي تؤدي لخلل في المراكز النخاعية في قاعدة الدماغ مما يفقد المريض القدرة على التحكم اللاإرادي بالتنفس، وعلى الأقل ذُكر مريض شلل الأطفال (ديان أوديل)، الذي كان له تشوه في العمود الفقري الذي بسبب استخدام أجهزة التهوية الميكانيكية مما جعلها مضادة للاستطباب، وهناك مرضى اليوم لا يزالون يستخدمون الأجهزة القديمة، وغالبا في منازلهم على الرغم من صعوبة العثور على مختلف قطع الغيار. جوان هيدلي، في فترة ما بعد شلل الأطفال الصحي الدولي، قال لشبكة ”CNN“ أنه اعتبارا من 28 مايو 2008، كان هناك نحو 30 مريضا في الولايات المتحدة لا يزالون يستخدمون الرئة الحديديه وقد يكون هذا الرقم منخفض بشكل غير دقيق. حيث كان لدى هيوستن 19 مريضا بالرئة الحديديه يعيشون في المنزل في عام 2008. وتوفيت مارثا ماسون في بالتيمور، ولاية كارولينا الشمالية في 4 مايو 2009، بعد أن أمضت 60 من أصل 70 سنة بالرئة الحديديه.
في 30 أكتوبر 2009، توفي جونيو ميدلتون البالغ من العمر 83 عاما بعد أن أمضى أكثر من 60 عاما بالرئة الحديديه والذي تم إدخاله في كتاب غينيس للارقام القياسية باعتباره الشخص الذي أمضى أطول فترة في الرئة الحديديه في ملبورن في أستراليا.

## درع التهوية ثنائية الطور
درع التهوية ثنائية الطور (BCV) هو التطوير الحديث للرئة الحديدية، ويتكون من مادة يمكن ارتداؤها وفي اعلى الجسم يكون غير مرن، وهو درع يعمل بمثابة جهاز تنفس ثناعي بالضغط السلبي. التهوية هي ثنائية الطور لأنه يتم إرفاق درع للمضخة التي تتحكم بنشاط كل من الشهيق والزفير في مراحل دورة التنفس. هذا الأسلوب هو التحسين الحديث «التهوية الضغط السلبي» (NPV)، والتي تمكن من السيطرة على تنفس الشهيق فقط، والاعتماد على الارتداد السلبي للزفير. وقد صنعت (BCV) من قبل الدكتور زامير حايك، وهو رائد في مجال التهوية المساعدة، ومن ضمن اختراعات الدكتور حايك السابقة آلة حايك المذبذبة، وهي شكل سابق من نفس التقنية.